# Walter Demel
Walter Demel (ur. 1 grudnia 1935 w Bayreuth, zm. 19 kwietnia 2023 tamże) – niemiecki biegacz narciarski reprezentujący RFN, brązowy medalista mistrzostw świata.

## Kariera
Jego olimpijskim debiutem były igrzyska w Innsbrucku w 1964 roku. W swoim najlepszym starcie indywidualnym, w biegu na 30 km techniką kalsyczną zajął 10. miejsce. Wraz z kolegami z reprezentacji zajął także siódme miejsce w sztafecie 4 × 10 km. Cztery lata później, podczas igrzysk olimpijskich w Grenoble był między innymi dziewiąty w biegach na 30 i 50 km oraz ósmy w sztafecie. Najlepsze wyniki osiągnął jednak na igrzyskach olimpijskich w Sapporo w 1972 roku, gdzie był piąty w na dystansach 30 i 50 km oraz siódmy w sztafecie oraz biegu na 15 km. Pomimo wieku 40 lat wziął także udział w igrzyskach w Innsbrucku w 1976 roku, gdzie jego najlepszym indywidualnym wynikiem było 25. miejsce w biegu na 50 km.
W 1962 roku wystartował na mistrzostwach świata w Zakopanem zajmując 22. miejsce w biegu na 30 km. Największy sukces w swojej karierze osiągnął na mistrzostwach świata w Oslo w 1966 roku, gdzie zdobył brązowy medal w biegu na 30 km. Wyprzedzili go jedynie dwaj Finowie: zwycięzca Eero Mäntyranta oraz drugi na mecie Kalevi Laurila. Na tych samych mistrzostwach był także dziewiąty w biegu na 15 km. Cztery lata później, na mistrzostwach w Wysokich Tatrach zajął między innymi szóste miejsce w biegu na 30 oraz siódme na 50 km. Mistrzostwa świata w Falun w 1974 roku były ostatnimi w jego karierze. W swoim najlepszym starcie, w biegu na 15 km zajął 18. miejsce.
Demel był ponadto czterdziestokrotnym mistrzem RFN, z czego 26 tytułów wywalczył indywidualnie.

## Osiągnięcia

### Igrzyska olimpijskie
| Miejsce | Dzień       | Rok  | Miejscowość | Konkurencja             | Czas biegu | Strata   | Zwycięzca            |
| ------- | ----------- | ---- | ----------- | ----------------------- | ---------- | -------- | -------------------- |
| 10.     | 30 stycznia | 1964 | Innsbruck   | 30 km stylem klasycznym | 1:30:50,7  | +2:19,5  | Eero Mäntyranta      |
| 22.     | 2 lutego    | 1964 | Innsbruck   | 15 km stylem klasycznym | 50:54,1    | +3:42,9  | Eero Mäntyranta      |
| 7.      | 8 lutego    | 1964 | Innsbruck   | Sztafeta 4 × 10 km      | 2:18:34,6  | +7:59,8  | Szwecja              |
| 9.      | 7 lutego    | 1968 | Grenoble    | 30 km stylem klasycznym | 1:35:39,2  | +2:10,0  | Franco Nones         |
| 12.     | 10 lutego   | 1968 | Grenoble    | 15 km stylem klasycznym | 47:54,2    | +2:44,2  | Harald Grønningen    |
| 8.      | 14 lutego   | 1968 | Grenoble    | Sztafeta 4 × 10 km      | 2:08:33,5  | +11:04,1 | Norwegia             |
| 9.      | 17 lutego   | 1968 | Grenoble    | 50 km stylem klasycznym | 2:28:45,8  | +2:28,6  | Ole Ellefsæter       |
| 5.      | 4 lutego    | 1972 | Sapporo     | 30 km stylem klasycznym | 1:36:31,15 | +1:13,38 | Wiaczesław Wiedienin |
| 7.      | 7 lutego    | 1972 | Sapporo     | 15 km stylem klasycznym | 45:28,24   | +49,12   | Sven-Åke Lundbäck    |
| 7.      | 13 lutego   | 1972 | Sapporo     | Sztafeta 4 × 10 km      | 2:04:47,94 | +5:54,91 | ZSRR                 |
| 5.      | 10 lutego   | 1972 | Sapporo     | 50 km stylem klasycznym | 2:43:14,75 | +1:17,92 | Pål Tyldum           |
| 40.     | 5 lutego    | 1976 | Innsbruck   | 30 km stylem klasycznym | 1:30:29,38 | +7:14,79 | Siergiej Sawieljew   |
| 9.      | 11 lutego   | 1976 | Innsbruck   | Sztafeta 4 × 10 km      | 2:07:59,72 | +4:39,24 | Finlandia            |
| 25.     | 14 lutego   | 1976 | Innsbruck   | 50 km stylem klasycznym | 2:37:30,05 | +9:25,90 | Ivar Formo           |

### Mistrzostwa świata
| Miejsce | Dzień     | Rok  | Miejscowość  | Konkurencja             | Czas biegu | Strata    | Zwycięzca            |
| ------- | --------- | ---- | ------------ | ----------------------- | ---------- | --------- | -------------------- |
| 22.     | 18 lutego | 1962 | Zakopane     | 30 km stylem klasycznym | 1:52:39,4  | +8:19,1   | Eero Mäntyranta      |
| 34.     | 20 lutego | 1962 | Zakopane     | 15 km stylem klasycznym | 55:22,8    | +6:21,5   | Assar Rönnlund       |
| 9.      | 22 lutego | 1962 | Zakopane     | Sztafeta 4 × 10 km      | 2:24:39,8  | +11:57,5  | Szwecja              |
| 3.      | 17 lutego | 1966 | Oslo         | 30 km stylem klasycznym | 1:37:26,7  | +44,9     | Eero Mäntyranta      |
| 9.      | 20 lutego | 1966 | Oslo         | 15 km stylem klasycznym | 47:56,2    | +55,7     | Gjermund Eggen       |
| 19.     | 15 lutego | 1970 | Vysoké Tatry | 30 km stylem klasycznym | 1:39:48,01 | +6:29,32  | Wiaczesław Wiedienin |
| 7.      | 17 lutego | 1970 | Vysoké Tatry | 15 km stylem klasycznym | 47:04,71   | +1:09,89  | Lars-Göran Åslund    |
| 9.      | 19 lutego | 1970 | Vysoké Tatry | Sztafeta 4 × 10 km      | 2:06:36,47 | +5:22,40  | ZSRR                 |
| 6.      | 22 lutego | 1970 | Vysoké Tatry | 50 km stylem klasycznym | 2:49:34,70 | +3:25,92  | Kalevi Oikarainen    |
| 20.     | 18 lutego | 1974 | Falun        | 30 km stylem klasycznym | 1:33:41,60 | +4:57,52  | Thomas Magnuson      |
| 18.     | 20 lutego | 1974 | Falun        | 15 km stylem klasycznym | 41:39,10   | +1:16,55  | Magne Myrmo          |
| 11.     | 21 lutego | 1974 | Falun        | Sztafeta 4 × 10 km      | 2:03:15,65 | +19:08,89 | NRD                  |